# Speedy West
Pour les articles homonymes, voir West.
Wesley Webb West (né le 25 janvier 1924 à Springfield dans le Missouri – décédé à Broken Bow dans l'Oklahoma le 15 novembre 2003), mieux connu par son nom de scène Speedy West, est un guitariste de pedal steel guitar et réalisateur artistique américain. Il a beaucoup joué avec Jimmy Bryant, aussi bien en duo que pour accompagner des artistes de Capitol Records tels que Tennessee Ernie Ford. Il a également joué en 1960 pour le premier single, I’m a Honky Tonk Girl, de Loretta Lynn. Speedy West fut intronisé au Steel Guitar Hall of Fame en 1980 et au Rockabilly Hall of Fame sous le numéro #0169.